# Позамантир, Раиса Дмитриевна
Раиса Дмитриевна Позамантир (род. 9 августа 1935, Брянск) — журналист, историк, краевед. Член Союза журналистов России (1979). Почётный гражданин г. Королёва (2008).

## Биография
Раиса Сороколетова родилась 9 августа 1935 года в Брянске, в семье токаря Брянского артиллерийского завода Дмитрия Филипповича и Марии Моисеевны Сороколетовых. В семье было четверо детей.
В начале Великой Отечественной войны семья вместе с заводом была эвакуирована в г. Усть-Катав. В 1949 году семья переехала в г. Калининград Московской области, где отец устроился работать в НИИ-88.
В Калининграде Сороколетова училась в средней школе № 4 (ныне лицей научно-инженерного профиля г. Королёва). В школе интерес к краеведению ей привила учитель географии, краевед Серафима Венедиктовна Золотавина.
С 1953 по 1958 годы училась на историческом факультете Московского государственного педагогического института им. Ленина. Получила специальность учителя истории, русского языка и литературы.
В 1957 году вышла замуж за Эльмара Ильича Позамантира (позже — доктора технических наук, профессора Института системного анализа РАН).
С 1958 года работала учителем русского языка и литературы в калининградской семилетней школе № 3, с 1960 года — корректором в Центральном научно-исследовательском институте машиностроения, с 1964 года — редактором радиогазеты ЦНИИМаша; с 1967 года — заведующей кабинетом политического просвещения, в 1979—1982 годах — зам. главного редактора газеты «Калининградская правда», с 1982 по 1996 год — заведующей Домом-музеем В. И. Ленина в Костине, с 2005 по 2009 год — научным сотрудником в Королёвском историческом музее.
В 1975 году выпустила книгу «Калининград — его прошлое и настоящее». Это была первая книга по истории города.
Работая в Доме-музее В. И. Ленина в Костине совместно с Л. К. Бондаренко подготовила и издала книгу о жизни В. И. Ленина в Костино (1986), занималась организацией реставрация мемориального дома В. И. Ленина, созданием краеведческого музея в Королеве.
Также в соавторстве с Людмилой (Линой) Константиновной Бондаренко (директор школы пос. «Заря»), выпустила книги «Былое …» (2005), «Восток Москвы: сквозь даль столетий» (2006), «От пушечных залпов до космических стартов» (2008). Калининград — Королёв. К космическим высотам — из глубины веков. — М., (1998).
В настоящее время[какое?] работает над энциклопедией «Город Королев», выступает с рассказами о городе Королеве на телепередаче «Моя улица» на «Королёв ТВ».